# Arucitys
Arucitys fue un programa de televisión catalán producido por Aruba Produccions y emitido en 8tv de lunes a viernes de 14:00 a 17:00 horas. El espacio estaba presentado por Alfons Arús. 
El programa estaba dividido en varias secciones como la Cortelera (Coctelera del corazón en castellano) y la Teletúlia (en esta sección critican los programas que se emitieron en el día anterior y sus audiencias), que son las que más tiempo se emitieron. Además de estas dos, aparecían otras secciones que trataban temas y ámbitos diferentes.
En el año 2012, recibió el Premio Ondas en la categoría Mejor programa emitido por cadenas no nacionales.
El 22 de junio de 2018 se emitió el último programa tras 16 temporadas y 3.380 episodios.
Aruser@s (denominado Arusitys en su primera temporada) es un programa de televisión español producido por Aruba Produccions y emitido en La Sexta de lunes a viernes de 07:00 a 11:00 horas. Es presentado por Alfonso Arús y, siguiendo la estela de su antecesor Arucitys, el programa está dividido en varias secciones que tratan temas y ámbitos diferentes. Aruser@s este se estrenó el 3 de septiembre de 2018.

## Historia
Arucitys empezó a emitirse el 23 de septiembre de 2002 que desde entonces la cadena que lo emite se llamaba City TV. En su primera temporada acumuló unos 101.000 espectadores y un 4,6% de share. Temporada tras temporada fue subiendo hasta la 6.ª temporada que empezó a tener menos espectadores. Su audiencia máxima de su historia en el programa fue en un programa de la décima temporada acumulando 570.000 espectadores y un 15,8% de share.
El 21 de marzo de 2018 se anunció su marcha de 8tv tras 16 temporadas para fichar por Atresmedia. El programa sucesor, llamado Aruser@s (Arusitys en su primera temporada), sigue la estela de Arucitys en La Sexta.

## Equipo técnico[4]
- Producción: Luna Rossa Produccions
- Dirección: Alfons Arús y Angie Cárdenas

### Presentador
- Alfons Arús, todos los días laborales

### Actuales colaboradores[5]

#### En todas las secciones
- (2014-2018) Maria Moya, periodista
- (2014-2018) Patricia Benítez, colaboradora en redes sociales

#### Cortelera
En esta sección se habla de las polémicas, los rumores y las noticias del mundo de la crónica social. Colaboran:
- (2002-2014;2015-2018) Ángie Càrdenas, periodista
- (2008- 2017) Marta Altarriba, periodista de la revista Lecturas. Anteriormente trabajó en Europa Press
- (2009-2018) Rebeca Rodríguez, periodista
- (2010-2018) Laura Fa, periodista de la agencia Korpa
- (2011-2018) Lorena Vázquez, periodista catalana de la agencia Europa Press
- (2012-2017) David Ruiz, periodista de la revista ¡QMD! y Diez minutos
- (2012-2018) Andrés Guerra, periodista de Vanity Fair y Love
- (2014-2018) Laura Lago, reportera de Sálvame

#### Teletúlia
En esta sección critican los programas que se emitieron en el día anterior y sus audiencias. Colaboran:
- (2002-2014;2015-2018) Ángie Càrdenas, ex-Peluquera
- (2002-2018) Víctor Amela, periodista, crítico de televisión y escritor de La Vanguardia
- (2002-2018) Óscar Broc, periodista y crítico de televisión y cine. Hermano de David Broc
- (2002-2018) David Broc, crítico de televisión y música. Hermano de Óscar Broc
- (2002-2018) Joan Spin, periodista y crítico de televisión.
- (2002-2018) Andrés Torres, humorísta y monologuísta (Diario de un Cuarentón)
- (2009-2018) Rebeca Rodríguez, periodista
- (2014-2018)  Rocco Steinhauser,periodista y comunicador 8tv, Rac1 (Versió Rac1)
- (2016-2017) Manel Ferrer, locutor de radio de RNE y crítico de televisión
- (2016-2018) Mireia Canalda. modelo
- (2016-2017) Alexia Herms. Experta en redes sociales.
- (2016-2017) Natalia de Masterchef. Sección de cocina "La flor y la nata".
- (2016-2018) Ricky García.Aficionado a la tele

#### 'Méteo'
- (2012-2018) Mònica Usart, meteoróloga de 8TV, RAC105 y RAC1

#### Si yo fuera Ricou
En esta sección se dan consejos sobre qué actividades de ocio realizar y lugares interesantes a los que acudir. Colabora:
- (2005-2018) Xavier Ricou, periodista de la Vanguardia, redactor de la anterior revista Bojeries al poble, previamente llevaba la sección SucceSos

#### Frases lapidaries
En esta sección, los tertulianos eligen la frase lapidaria de la televisión de toda la semana, entre las más elegidas, están las de Octavio Aceves y Sandro Rey.
- (2002-2018) Víctor Amela, periodista, crítico de televisión y escritor de La Vanguardia
- (2002-2018) Óscar Broc, periodista y crítico de televisión y cine. Hermano de David Broc
- (2002-2018) David Broc, crítico de televisión y música. Hermano de Óscar Broc
- (2002-2018) Joan Spin, periodista y crítico de televisión de padre ucraniano y madre española
- (2002-2018) Andrés Torres, humorísta y monologuísta de
- (2011-2018) Laura Fa, periodista
- (2012-2018) Mònica Usart, meteoróloga
- (2009-2018) Rebeca Rodríguez, periodista
- (2014-2018) Rocco Steinhäuser, "especialista en medios y actualidad televisiva"

#### Arucinants
Sección parecida a la anterior. Se comentan vídeos cortos sobre curiosidades y hechos extraños y de todo tipo de gente de todo el mundo.
También hay un sistema de votos ya sea en directo por los tertulianos como, a partir de su portal web, para el público.

#### Imbècil del dia
Sección que tiene muchos puntos en común con Arucinants. En esta se comentan vídeos cortos sobre tonterías, caídas, errores previsibles, etc.
Mismo sistema de voto que el ya comentado.

#### Les millors apps
Las mejores apps. Montse Vidal, periodista tanto de televisión como de radio, trae todas las novedades sobre las aplicaciones que pueden disfrutar los usuarios y seguidores de la tecnología.

#### Esports d'aventura
Araceli Segarra, famosa alpinista, nos trae novedades y noticias sobre el deporte de riesgo

## Antiguos colaboradores
- (2005-2009) Joana Morillas, periodista
- (2007-2008) Àlex Salgado, comediante
- (2007-2012) Mònica Planas, periodista y crítica de televisión. Escribe crítica deportiva en La Vanguardia
- (2002-2013) Santi Meifrén, periodista
- (2013-2014) Josep Lluís Ibañez Ridao, periodista
- (2005-2013)  Mónica Palenzuela, periodista
- (2014-2015) Sergi Mas, periodista y actor

## Audiencias
| Temporada(s) | Período                                | Espectadores | Share (%) |  |
| ------------ | -------------------------------------- | ------------ | --------- |  |
| 1            | Septiembre de 2002 - julio de 2003     | 101 000      | 4,6 %     |  |
| 2            | Septiembre de 2003 - julio de 2004     | 120 000      | 5,4 %     |  |
| 3            | Septiembre de 2004 - julio de 2005     | 128 000      | 5,7 %     |  |
| 4            | Septiembre de 2005 - julio de 2006     | 135 000      | 5,9 %     |  |
| 5            | Septiembre de 2006 - julio de 2007     | 137 000      | 6,1 %     |  |
| 6            | Septiembre de 2007 - julio 2008        | 129 000      | 5,8 %     |  |
| 7            | Septiembre de 2008 - julio de 2009     | 115 000      | 5,1 %     |  |
| 8            | Septiembre de 2009 - julio de 2010     | 112 000      | 4,9 %     |  |
| 9            | 23 de agosto de 2010 - julio 2011      | 127 000      | 5,8 %     |  |
| 10           | Septiembre 2011-julio 2012             | 122 000      | 5,3 %     |  |
| 11           | Septiembre 2012-julio 2013             | 117 000      | 5,1 %     |  |
| 12           | Septiembre de 2013-julio 2014          | 125 000      | 5,5 %     |  |
| 13           | Septiembre de 2014-julio 2015          | 130 000      | 5,8 %     |  |
| 14           | Septiembre de 2015-15 de julio de 2016 | 132 000      | 5,9 %     |  |
| 15           | 29 de agosto de 2016-julio de 2017     | 130 000      | 5,7 %     |  |
| 16           | 28 de agosto de 2017-junio de 2018     | 130 000      | 5,7 %     |  |
| 1-16         | Media                                  | 124 000      | 5,5 %     |  |